# A'ana
A'ana è un distretto delle Samoa. Comprendente parte dell'isola Upolu, ha una popolazione di 23.265.  Il capoluogo è Leulumoega.